# O Meu Vascão
O Meu Vascão é um jornal desportivo que circula no estado do Rio de Janeiro exclusivamente dedicado ao Club de Regatas Vasco da Gama, Sua tiragem oscila entre 20 a 80 mil exemplares, a periodicidade é mensal e custa R$ 0,50 (depois aumentou para R$ 1,00). Foi lançado em 30 de agosto de 2008 pelo jornalista Paulo Murilo Valporto e vendeu à época 30.000 exemplares. Até o momento não possui website oficial.
Circula em bancas de jornal do município do Rio de Janeiro, algumas regiões do interior do estado, Juiz de Fora (MG) e Vitória (ES).
Surgiu provavelmente a partir do sucesso do Jornal Vencer, dedicado ao rival Clube de Regatas do Flamengo, editado pelo diário LANCE!.